# شهرداری متلیکا
شهرداری متلیکا (به لاتین: Municipality of Metlika) یک منطقهٔ مسکونی در اسلوونی است که در اسلوونی واقع شده‌است. شهرداری متلیکا ۱۰۸٫۹ کیلومتر مربع مساحت و ۸٬۳۵۴ نفر جمعیت دارد.

## خواهرخوانده
شهرهای رونکی دی لجوناری، واگنا و ازالی (شهر) خواهرخوانده‌های شهرداری متلیکا هستند.